# LGA 1151
LGA 1151 là một khe cắm tương thích với vi xử lý Intel, hỗ trợ các bộ vi xử lý Intel Skylake và Kaby Lake.
LGA 1151 được sản xuất nhằm thay thế socket LGA 1150 (còn gọi là Socket H3). LGA 1151 có 1151 chân cắm nhô ra để có thể hoạt động với miếng đệm trên bộ vi xử lý.
Hầu hết các bo mạch chủ này dùng socket này chỉ hỗ trợ bộ nhớ DDR4 trong khi có vài bo mạch chủ có cả khe cắm cho bộ nhớ DDR4 hoặc DDR3L nhưng chỉ có một loại lắp được. Một vài bo mạch chủ sẽ hỗ trợ UniDIMM cho phép một hoặc hai bộ nhớ được lắp đặt trong cùng một DIMM, thay vì phải dùng riêng bộ nhớ DDR3L hay DDR4.
Tất cả các chipset Skylake đều hỗ trợ công nghệ Intel Rapid Storage, công nghệ Intel Clear Video và công nghệ Intel Wireless Display (yêu cầu một CPU phù hợp). Hầu hết các bo mạch chủ với socket LGA 1151 hỗ trợ các đầu ra màn hình khác nhau (DVI, HDMI 1.4 hay DisplayPort 1.2 – phụ thuộc vào các chủng loại). Đầu ra VGA có thể không có bởi vì các CPU Skylake đã ngừng hỗ trợ cho đầu cắm này. HDMI 2.0 (4K@60 Hz) chỉ hỗ trợ cho các bo mạch chủ hỗ trợ bộ điều khiển Intel’s Alpine Ridge Thunderbolt.
Các chipset Skylake không hỗ trợ giao tiếp PCI thông thường, tuy nhiên các nhà cung cấp bo mạch chủ có thể thực hiện nó bằng cách sử dụng chip mở rộng.

## Các chipset Skylake
|                                                                    | H110                                                                                         | B150                                                                                         | Q150                                                                                         | H170                                                                                         | Q170                                                                                         | Z170                                                                                         |
| ------------------------------------------------------------------ | -------------------------------------------------------------------------------------------- | -------------------------------------------------------------------------------------------- | -------------------------------------------------------------------------------------------- | -------------------------------------------------------------------------------------------- | -------------------------------------------------------------------------------------------- | -------------------------------------------------------------------------------------------- |
| Hỗ trợ ép xung                                                     | Chỉ BCLK                                                                                     | Chỉ BCLK                                                                                     | Chỉ BCLK                                                                                     | Chỉ BCLK                                                                                     | Chỉ BCLK                                                                                     | CPU + iGPU + RAM                                                                             |
| Hỗ trợ bộ nhớ                                                      | DDR4 (tối đa: tổng cộng 64GiB /16GiB mỗi khe) / DDR3L (tối đa: tổng cộng 32GiB/8GiB mỗi khe) | DDR4 (tối đa: tổng cộng 64GiB /16GiB mỗi khe) / DDR3L (tối đa: tổng cộng 32GiB/8GiB mỗi khe) | DDR4 (tối đa: tổng cộng 64GiB /16GiB mỗi khe) / DDR3L (tối đa: tổng cộng 32GiB/8GiB mỗi khe) | DDR4 (tối đa: tổng cộng 64GiB /16GiB mỗi khe) / DDR3L (tối đa: tổng cộng 32GiB/8GiB mỗi khe) | DDR4 (tối đa: tổng cộng 64GiB /16GiB mỗi khe) / DDR3L (tối đa: tổng cộng 32GiB/8GiB mỗi khe) | DDR4 (tối đa: tổng cộng 64GiB /16GiB mỗi khe) / DDR3L (tối đa: tổng cộng 32GiB/8GiB mỗi khe) |
| Khe cắm DIMM tối đa                                                | 2                                                                                            | 4                                                                                            | 4                                                                                            | 4                                                                                            | 4                                                                                            | 4                                                                                            |
| Cổng USB 2.0/3.0 tối đa                                            | 6 / 4                                                                                        | 6 / 6                                                                                        | 6 / 8                                                                                        | 6 / 8                                                                                        | 4 / 10                                                                                       | 4 / 10                                                                                       |
| Cổng SATA 3.0 tối đa                                               | 4                                                                                            | 6                                                                                            | 6                                                                                            | 6                                                                                            | 6                                                                                            | 6                                                                                            |
| Vi xử lý cấu hình của PCI Express (phiên bản 3.0)                  | Một ×16                                                                                      | Một ×16                                                                                      | Một ×16                                                                                      | Một ×16                                                                                      | Một ×16 và hai ×8 hoặc một ×8 và hai ×4                                                      | Một ×16 và hai ×8 hoặc một ×8 và hai ×4                                                      |
| Cấu hình chip cầu nam PCI Express                                  | 6 × 2.0                                                                                      | 8 × 3.0                                                                                      | 10 × 3.0                                                                                     | 16 × 3.0                                                                                     | 20 × 3.0                                                                                     | 20 × 3.0                                                                                     |
| Hỗ trợ xuất ra màn hình (số lượng cổng/dây dẫn)                    | 3/2                                                                                          | 3/3                                                                                          | 3/3                                                                                          | 3/3                                                                                          | 3/3                                                                                          | 3/3                                                                                          |
| Hỗ trợ SATA RAID 0/1/5/10                                          | Không                                                                                        | Không                                                                                        | Không                                                                                        | Có                                                                                           | Có                                                                                           | Có                                                                                           |
| Công nghệ Intel Active Management, Trusted Execution, VT-d và vPro | Không                                                                                        | Không                                                                                        | Không                                                                                        | Không                                                                                        | Có                                                                                           | Không                                                                                        |
| Điện năng tiêu thụ của chipset (TDP)                               | ?                                                                                            | ?                                                                                            | ?                                                                                            | ?                                                                                            | ?                                                                                            | 6W                                                                                           |
| Sử dụng công nghệ                                                  | ?                                                                                            | ?                                                                                            | ?                                                                                            | ?                                                                                            | ?                                                                                            | 22 nm                                                                                        |
| Ngày công bố                                                       | 30 Tháng 8 Năm 2015                                                                          | 30 Tháng 8 Năm 2015                                                                          | 30 Tháng 8 Năm 2015                                                                          | 30 Tháng 8 Năm 2015                                                                          | 30 Tháng 8 Năm 2015                                                                          | 5 Tháng 8 Năm 2015                                                                           |

Một vài thông tin khác đang bị rò rỉ.